# Zegel van koning Den

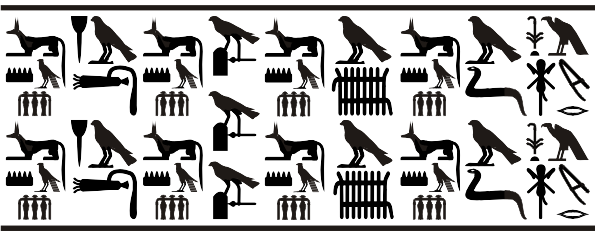
Koningslijst van Den

Het zegel van koning Den is een artefact uit het oude Egypte.

## Geschiedenis
In 1985 ontdekte het Duits Archeologisch Instituut de zegelafdrukken van een zegelring in de tombe van koning Den. Deze zegelafdrukken werden gepubliceerd door Günter Dreyer. Ze zijn de eerste koningslijsten van het Oude Egypte.

## Zegel
Op het zegel wordt een naam getoond, voorafgegaan door de god Chentiamentioe. Op het zegel staan de volgende koningen: Narmer, Hor-Aha, Djer, Djet en Den. Als laatste wordt koningin Merneith getoond met haar titel van koningin-moeder. 

## Betekenis voor de archeologie
De zegel heeft een inpact gehad op de beeldvorming van de 1e dynastie van Egypte:
- Het bevestigt de opvolging van de koningen.
- Het bevestigt de stelling dat koning Narmer de stichter was van de 1e dynastie van Egypte en niet de laatste koning van de 0e dynastie van Egypte voor 3100 v.Chr.
- Belangrijk is het missen van de legendarische koning Menes. Er wordt aangenomen onder geleerden dat Menes (of Meni) gelinkt kan worden aan koning Narmer.[2]